# ВВГ
ВВГ (вініл-вініл-голий) — силові кабелі з мідними жилами, з ПВХ ізоляцією в ПВХ оболонці. Кабель ВВГ призначений для передачі і розподілу електроенергії в стаціонарних установках на номінальну змінну напругу 660 і 1000 В частотою 50 Гц.

## Спосіб прокладки
ВВГ кабель застосовують для прокладки в сухих і вологих виробничих приміщеннях, на спеціальних кабельних естакадах, в блоках, а також для прокладки на відкритому повітрі. Кабелі ВВГ не рекомендується застосовувати при прокладці в землі (траншеях).
Гнучкість кабелю відповідає 1 або 2-му класу в залежності від перерізу жил. Така гнучкість не передбачає його використання в подовжувачах і тимчасових проводках, які піддаються частому вигинанню. Таке використання може призвести до перелому жили, пошкодженню ізоляції і т. д.

## Будова

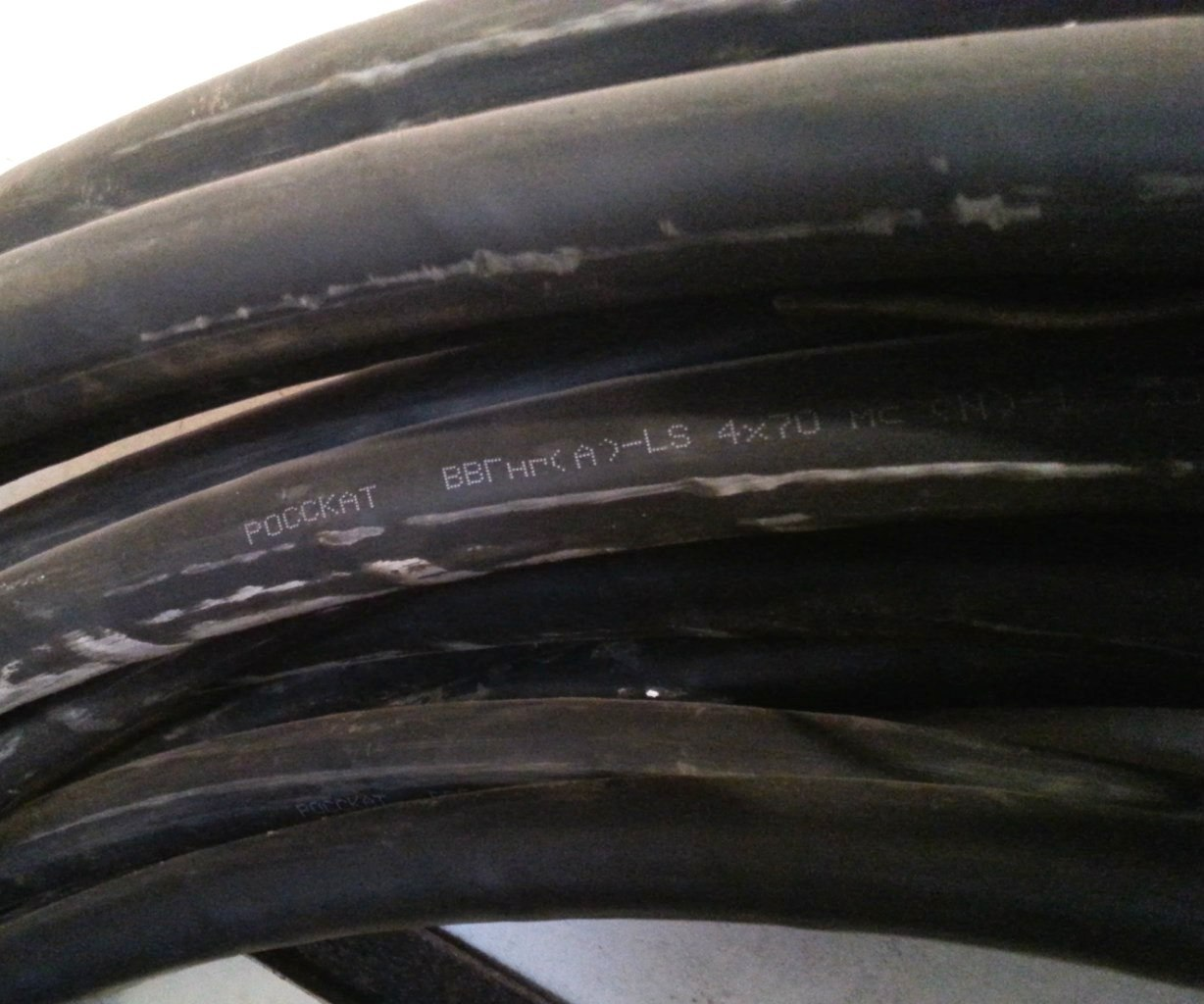
Кабель ВВГнг(А)-LS 4x70

Конструктивно кабель ВВГ складається з: мідної струмопровідної жили; ізоляції із ПВХ пластикату; і верхньої зовнішньої ізоляції, поверх ізольованих жил, також із ПВХ пластикату. Силовий кабель ВВГ виготовляється з ізоляцією, як правило, чорного кольору, перерізом жил від 1,5 мм² до 240 мм². Підбір необхідного кабелю здійснюється з врахуванням потужності навантаження, що підключається. Розрахункове значення струму не повинно призводити до перегрівання кабелю.
Ізольовані жили багатожильних кабелів мають характерне забарвлення. Двожильні кабелі мають жили однакового перерізу, трьох-, чотирьох- і п'ятижильні мають всі жили однакового перерізу або одну жилу меншого перерізу (жилу заземлення або нульову). Ізоляція нульових жил виконується блакитного кольору. Ізоляція жил заземлення виконується двоколірною (зелено-жовтого забарвлення).
В карточках товару приводяться основні характеристики на кабель ВВГ і ВВГнг: зовнішній діаметр і вага. Кабель з невеликим перерізом 2х1,5; 2х2,5; 3х1,5; 3х2,5; 4х1,5; 4х2,5; 5х1,5; 5х2,5 поставляється, як правило, в бухтах. Решта перерізів силового кабелю поставляється на барабанах.
Максимальна робоча температура, при якій кабель виконує свої функції +70 °C. В аварійному режимі допускається нагрівання кабелю до температури +80 °C протягом восьми годин за одну добу, але не більше 1000 годин за весь період експлуатації.

## Умови монтажу і експлуатації
Кабель ВВГ має широкий діапазон робочих температур — від −50 °C до +50 °C. При прокладці кабелю в тунелях, кабельній каналізації, по стінах споруд, на відкритому повітрі і в приміщеннях температура навколишнього середовища повинна бути не менше −15 °C.
Допустимий радіус вигинання — 7,5 (для багатожильних кабелів) і 10 (для одножильних кабелів) зовнішніх діаметрів.

## Типи
ВВГнг — силовий мідний кабель з ізоляцією кожної жили і в оболонці із полівінілхлориду, що не підтримує горіння.
ВВГнгд — силовий мідний кабель з ізоляцією кожної жили і в оболонці із полівінілхлориду, що не підтримує горіння, з низьким димовиділенням у випадку пожеж.